# Prealpi
Le Prealpi (in tedesco Alpenvorland o Voralpen, in francese Préalpes, in sloveno Predalpe) sono i rilievi montuosi periferici della catena alpina, tipicamente meno alti rispetto a quelli della fascia mediana, intorno alla quale sono posti a contorno, estendendosi sia sul versante esterno (francese, svizzero, austriaco e sloveno), sia su quello interno italiano.
Si distinguono dunque soprattutto per la minore altezza e per i paesaggi più dolci, ma anche per il prevalere delle rocce calcaree, per il modesto sviluppo di ghiacciai, per la rarità delle pendici aspre ed impervie e delle pareti verticali che caratterizzano invece i rilievi della fascia centrale della catena alpina. Tuttavia una distinzione netta fra fascia centrale alpina e prealpina non è sempre possibile, soprattutto perché i fattori di distinzione sono spesso molto sfumati nel territorio; neanche la toponomastica aiuta ad operare una distinzione univoca, in quanto il termine italiano "Prealpi" e i suoi corrispettivi stranieri sono poco usati a livello locale.

## Descrizione
Gran parte delle Prealpi è geologicamente più recente delle Alpi in senso stretto, e vi predominano le rocce carbonatiche, tra cui calcari e, in minori proporzioni, dolomie.

### Sezioni prealpine
Esistono vari criteri di suddivisione delle Alpi e conseguentemente anche delle Prealpi, che fanno parte della catena alpina, sono suddivise in modo diverso, a seconda del criterio adottato. Le classificazioni delle Alpi più comuni sono:
- Suddivisione Orografica Internazionale Unificata del Sistema Alpino - la più recente [2];
- Partizione delle Alpi - base di riferimento sull'argomento sin dal 1926[3];
- suddivisione didattica tradizionale italiana - è in genere più restrittiva rispetto ad altri criteri, considerando prealpini solo gli insiemi montuosi con caratteristiche nettamente distinte dalle Alpi intese in senso ristretto. Sono considerati appartenenti alle Prealpi solo alcuni gruppi montuosi italiani, francesi o svizzeri, escludendo tutti quelli tedeschi o austriaci[4].
- Classificazione delle Alpi Orientali (AVE) - è quella adottata dai club alpini tedesco ed austriaco e riguarda solo una parte delle Alpi [5].

Nella tabella sottostante le varie classificazioni sono poste a confronto, per ciò che riguarda le sezioni prealpine, elencate dal Colle di Cadibona in poi. La corrispondenza non è sempre perfetta, dato che i vari criteri assegnano ad ogni sezione confini più o meno differenti.
| Sezioni o sottosezioni prealpine secondo la Suddivisione Orografica Internazionale Unificata del Sistema Alpino                                                                       | Sezioni prealpine secondo la Partizione delle Alpi                                                   | Sezioni prealpine secondo la suddivisione didattica tradizionale italiana                            | Sezioni o sottosezioni prealpine secondo la Classificazione delle Alpi Orientali                     |
| --- | --- | --- | --- |
| Prealpi Liguri (sottosez. delle Alpi Liguri) | (non considerate Prealpi)                                                                            | (non considerate Prealpi)                                                                            | (non prende in esame questa parte delle Alpi)                                                        |
| Prealpi di Nizza Prealpi di Digne Prealpi di Grasse Prealpi di Vaucluse (sono quattro sottosezioni delle Alpi e Prealpi di Provenza)                                                  | Prealpi di Provenza                                                                                  | Prealpi di Provenza                                                                                  | (non prende in esame questa parte delle Alpi)                                                        |
| Prealpi del Delfinato | Prealpi del Delfinato                                                                                | Prealpi del Delfinato                                                                                | (non prende in esame questa parte delle Alpi)                                                        |
| Prealpi di Savoia | Prealpi di Savoia                                                                                    | Prealpi di Savoia                                                                                    | (non prende in esame questa parte delle Alpi)                                                        |
| Prealpi Luganesi Prealpi Bergamasche (sottosez. delle Alpi e Prealpi Bergamasche) Prealpi Bresciane e Gardesane                                                                       | Prealpi Lombarde                                                                                     | Prealpi Lombarde                                                                                     | Prealpi Bergamasche (sottosez. delle Alpi e Prealpi Bergamasche) Prealpi Gardesane                   |
| Prealpi Svizzere | Prealpi Svizzere                                                                                     | Prealpi Svizzere                                                                                     | ne considera prealpina solo una piccola parte: le Prealpi di Bregenz                                 |
| (non considerate Prealpi) | Prealpi Bavaresi                                                                                     | (non considerate Prealpi)                                                                            | (non considerate Prealpi)                                                                            |
| Prealpi di Stiria | Prealpi di Stiria                                                                                    | (non considerate Prealpi)                                                                            | ne considera prealpina solo una parte: le Prealpi ad est del fiume Mura                              |
| (non considerate Prealpi) | (non considerate Prealpi)                                                                            | (non considerate Prealpi)                                                                            | Prealpi del Tux                                                                                      |
| Prealpi dell'Alta Austria (sottosez. delle Alpi del Salzkammergut e dell'Alta Austria) Prealpi Orientali della Bassa Austria (sottosez. della sezione delle Alpi della Bassa Austria) | Prealpi Austriache                                                                                   | (non considerate Prealpi)                                                                            | Prealpi dell'Alta Austria                                                                            |
| Prealpi Venete Prealpi Carniche (sottosez. delle Alpi Carniche e della Gail) Prealpi Giulie (sottosez. delle Alpi e Prealpi Giulie)                                                   | Prealpi Trivenete                                                                                    | Prealpi Venete Prealpi Carniche Prealpi Giulie                                                       | Prealpi Vicentine Prealpi Bellunesi Prealpi Carniche                                                 |
| (non considerate Prealpi) | Prealpi Salisburghesi                                                                                | (non considerate Prealpi)                                                                            | (non considerate Prealpi)                                                                            |
| (non considerate Prealpi) | Prealpi Caravanche - Bacher                                                                          | (non considerate Prealpi)                                                                            | (non considerate Prealpi)                                                                            |
| Prealpi Slovene | (alcune zone sono considerate al di fuori del sistema alpino, altre sono inglobate in altre sezioni) | (alcune zone sono considerate al di fuori del sistema alpino, altre sono inglobate in altre sezioni) | (alcune zone sono considerate al di fuori del sistema alpino, altre sono inglobate in altre sezioni) |

Come si vede, sono solo sette i tratti della catena alpina considerati "Prealpi" secondo tutti i criteri più comuni, al di là delle differenti denominazioni e delle piccole variazioni di estensione: si tratta delle Prealpi di Provenza, delle Prealpi del Delfinato, delle Prealpi di Savoia, delle Prealpi Lombarde, delle Prealpi Venete, delle Prealpi Carniche e delle Prealpi Giulie.
A volte, per semplicità, è seguito il criterio di suddividere le Prealpi semplicemente in base ai confini di stato; si parla così di Prealpi austriache, Prealpi tedesche, Prealpi francesi, Prealpi italiane, Prealpi svizzere, Prealpi slovene.

### Sottosezioni e gruppi prealpini
Per ciò che riguarda la suddivisione interna delle varie sezioni prealpine, si deve notare che la ripartizione di ordine inferiore alla sezione è detta "sottosezione" nella SOIUSA, mentre è detta "gruppo" nella Partizione delle Alpi. Nell'elenco sottostante si fornisce la ripartizione interna delle sezioni prealpine, secondo il criterio della SOIUSA e secondo quello della Partizione delle Alpi. La suddivisione didattica tradizionale non è sistematica per ciò che riguarda i gruppi inferiori ai settori e non è possibile pertanto fornirne uno schema riassuntivo.
Secondo la Suddivisione Orografica Internazionale Unificata del Sistema Alpino (SOIUSA)
- sezioni prealpine e loro suddivisione
  - Prealpi del Delfinato - comprende le seguenti sottosezioni:
    - Prealpi del Devoluy, Prealpi occidentali di Gap, Prealpi del Vercors, Prealpi del Diois, Prealpi delle Baronnies

  - Prealpi di Savoia - comprende le seguenti sottosezioni:
    - Catena delle Aiguilles Rouges, Prealpi del Giffre, Prealpi dello Sciablese, Prealpi dei Bornes, Prealpi dei Bauges, Prealpi della Chartreuse

  - Prealpi Luganesi - comprende le seguenti sottosezioni:
    - Prealpi Comasche, Prealpi Varesine

  - Prealpi svizzere - comprende le seguenti sottosezioni:
    - Prealpi di Vaud e Friburgo, Prealpi Bernesi, Prealpi di Lucerna e di Untervaldo, Prealpi di Svitto e di Uri, Prealpi di Appenzello e di San Gallo

  - Prealpi di Stiria - comprende le seguenti sottosezioni:
    - Prealpi nord-occidentali di Stiria, Prealpi sud-occidentali di Stiria, Prealpi centrali di Stiria, Prealpi orientali di Stiria

  - Prealpi Bresciane e Gardesane - comprende le seguenti sottosezioni:Prealpi Bresciane, Prealpi Gardesane
  - Prealpi Venete - comprende le seguenti sottosezioni:
    - Prealpi Vicentine, Prealpi Bellunesi

  - Prealpi Slovene - comprende le seguenti sottosezioni:
    - Prealpi Slovene occidentali, Prealpi Slovene orientali, Prealpi Slovene nord-orientali
- sottosezioni prealpine che fanno parte di sezioni ove sono riuniti gruppi alpini e prealpini
  - Prealpi Liguri - sottosezione della sezione delle Alpi Liguri
  - Prealpi di Nizza - sottosezione della sezione delle Alpi e Prealpi di Provenza
  - Prealpi di Digne - sottosezione della sezione delle Alpi e Prealpi di Provenza
  - Prealpi di Grasse - sottosezione della sezione delle Alpi e Prealpi di Provenza
  - Prealpi di Vaucluse - sottosezione della sezione delle Alpi e Prealpi di Provenza
  - Prealpi dell'Alta Austria - sottosezione della sezione delle Alpi del Salzkammergut e dell'Alta Austria
  - Prealpi Orientali della Bassa Austria - sottosezione della sezione delle Alpi della Bassa Austria
  - Prealpi Bergamasche - sottosezione della sezione delle Alpi e Prealpi Bergamasche
  - Prealpi Carniche - sottosezione della sezione delle Alpi Carniche e della Gail
  - Prealpi Giulie - sottosezione della sezione delle Alpi e Prealpi Giulie

Sezioni prealpine secondo la Partizione delle Alpi
- Prealpi di Provenza - sezione che comprende i seguenti gruppi:
  - Chaînes des Plans, Montagna di Sainte Victoire, Massiccio della Sainte Baume, Monti dei Maures, Massiccio dell'Esterel)
- Prealpi del Delfinato - sezione che comprende i seguenti gruppi:
  - Massiccio del Luberon, Prealpi di Vaucluse, Prealpi del Devoluy, Vercors
- Prealpi di Savoia - sezione che comprende i seguenti gruppi:
  - Prealpi dello Sciablese, Catena del Reposoir, Prealpi dei Bauges, Massiccio della Grande Chartreuse
- Prealpi Lombarde - sezione che comprende i seguenti gruppi:
  - Prealpi Luganesi, Alpi Orobie, Prealpi Bergamasche, Prealpi Bresciane, Prealpi Giudicarie, Gruppo del Monte Baldo
- Prealpi Svizzere - sezione che comprende i seguenti gruppi:
  - Prealpi della Simmental, Prealpi dell'Emmental, Prealpi della Linth
- Prealpi Bavaresi - sezione che comprende i seguenti gruppi:
  - Alpi dell'Algovia, Alpi della Lechtal, Monti dell'Achensee
- Prealpi Trivenete - sezione che comprende i seguenti gruppi:
  - Monti Lessini, Altopiano di Asiago, Monte Grappa, Prealpi Bellunesi, Prealpi Carniche, Prealpi Giulie
- Prealpi Salisburghesi - sezione che comprende i seguenti gruppi:
  - Alpi di Kitzbühel, Steinernes Meer, Kaisergebirge, Leoganger Steinberge, Tennengebirge, Monti del Dachstein
- Prealpi Austriache - sezione che comprende i seguenti gruppi:
  - Totes Gebirge, Gruppo del Pyhrgass, Sengsengebirge, Alpi dell'Ennstal, Hochschwab, Raxalpe, Schneeberg, Prealpi dell'Ötscher, Selva Viennese
- Prealpi di Stiria - sezione che comprende i seguenti gruppi:
  - Alpi di Stub, Alpi di Glein, Alpi di Hoch, Alpi di Kor, Windichen Bühel, Monti Stiriani, Bucklige Welt, Rosalien-Gebirge
- Prealpi Caravanche - Bacher - sezione che comprende i seguenti gruppi:
  - Catena delle Caravanche, Pohorie o Bachergebirge

## Galleria d'immagini

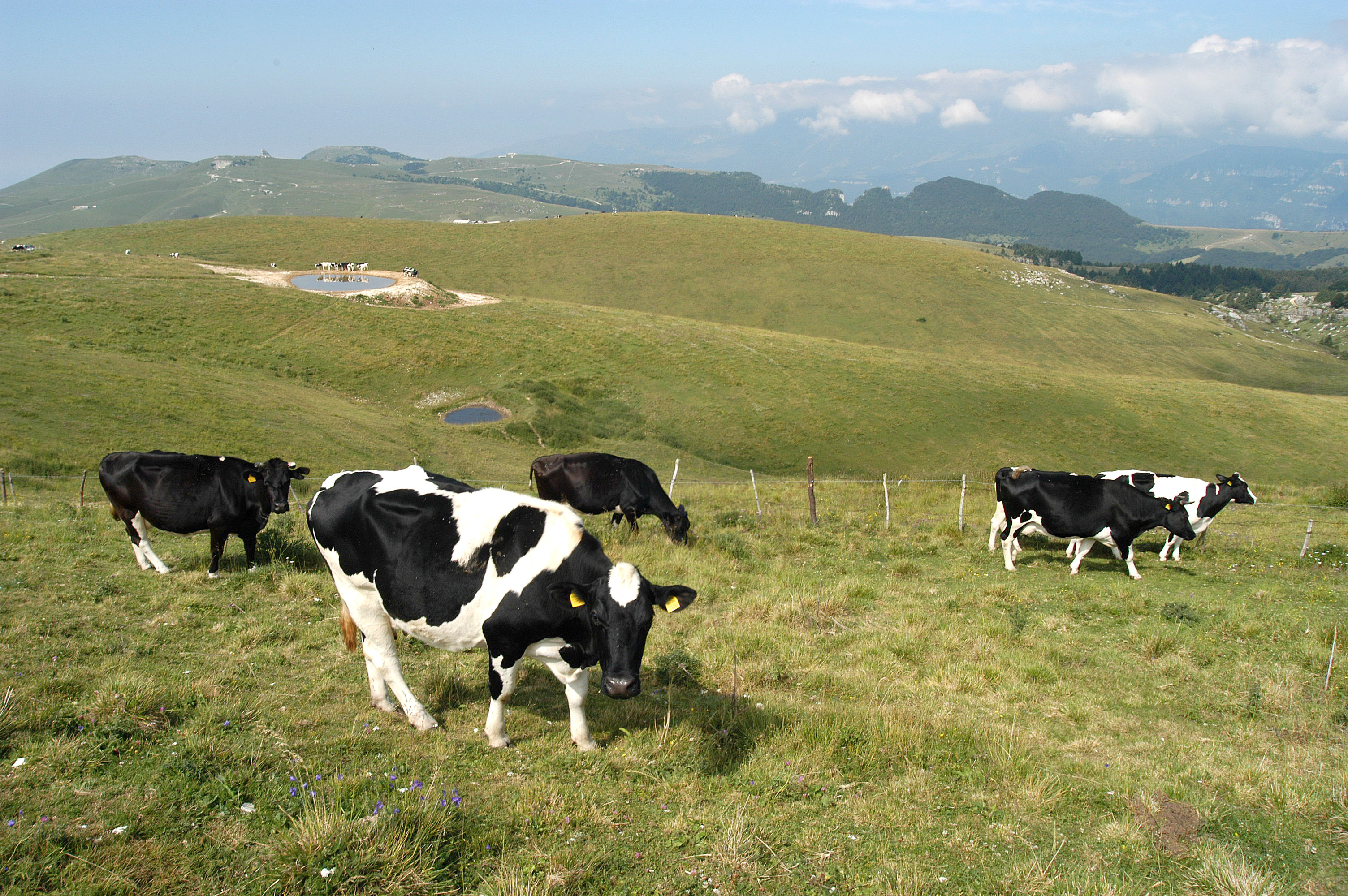
Pascoli sui Monti Lessini, nelle Prealpi Venete
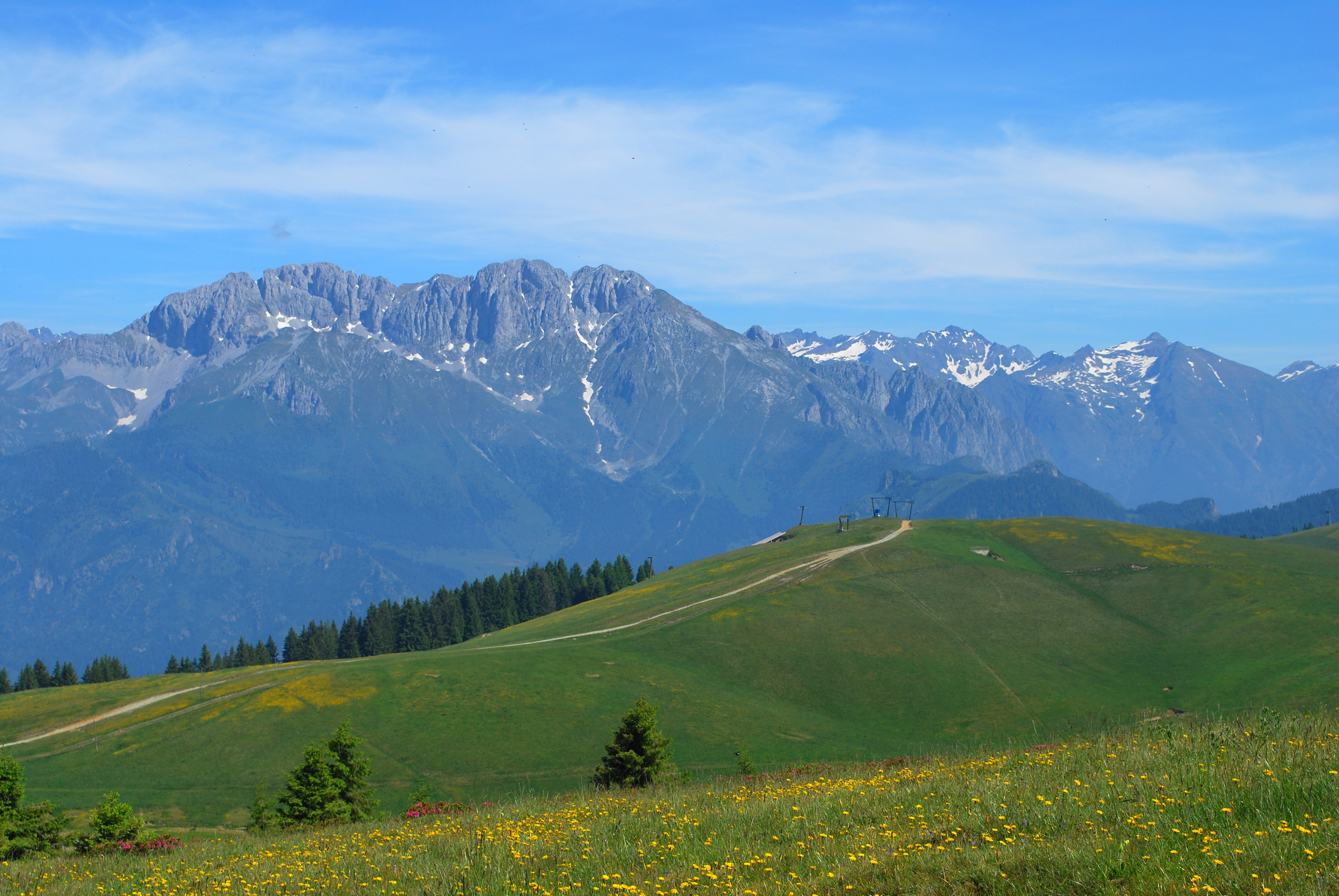
Pascoli sul Monte Pora con vista sulla Presolana, nelle Prealpi Lombarde
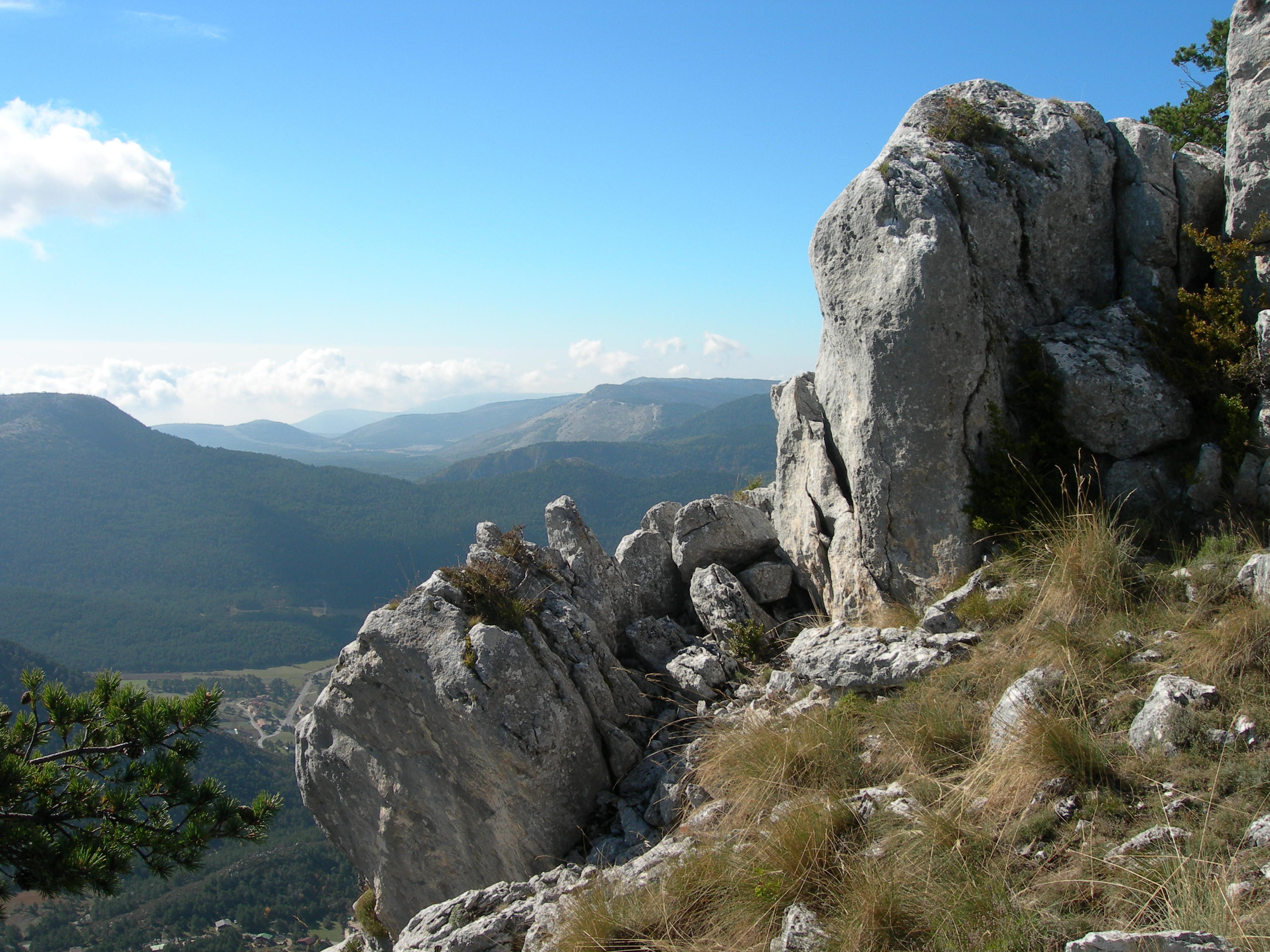
Panorama dal Monte Bauroux, nelle Prealpi di Provenza
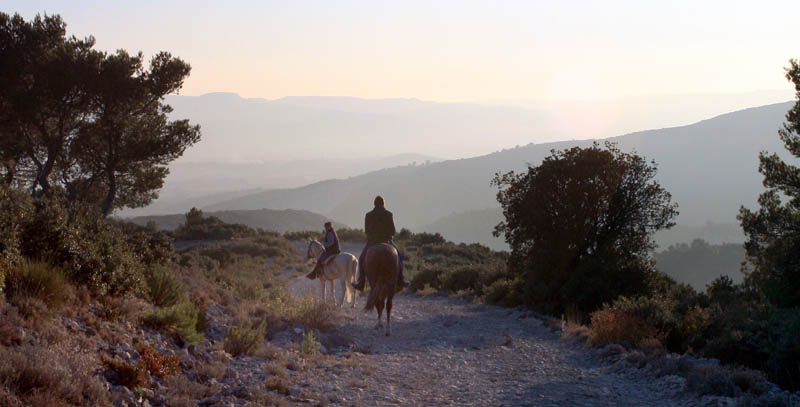
A cavallo nei sentieri del Massiccio del Luberon
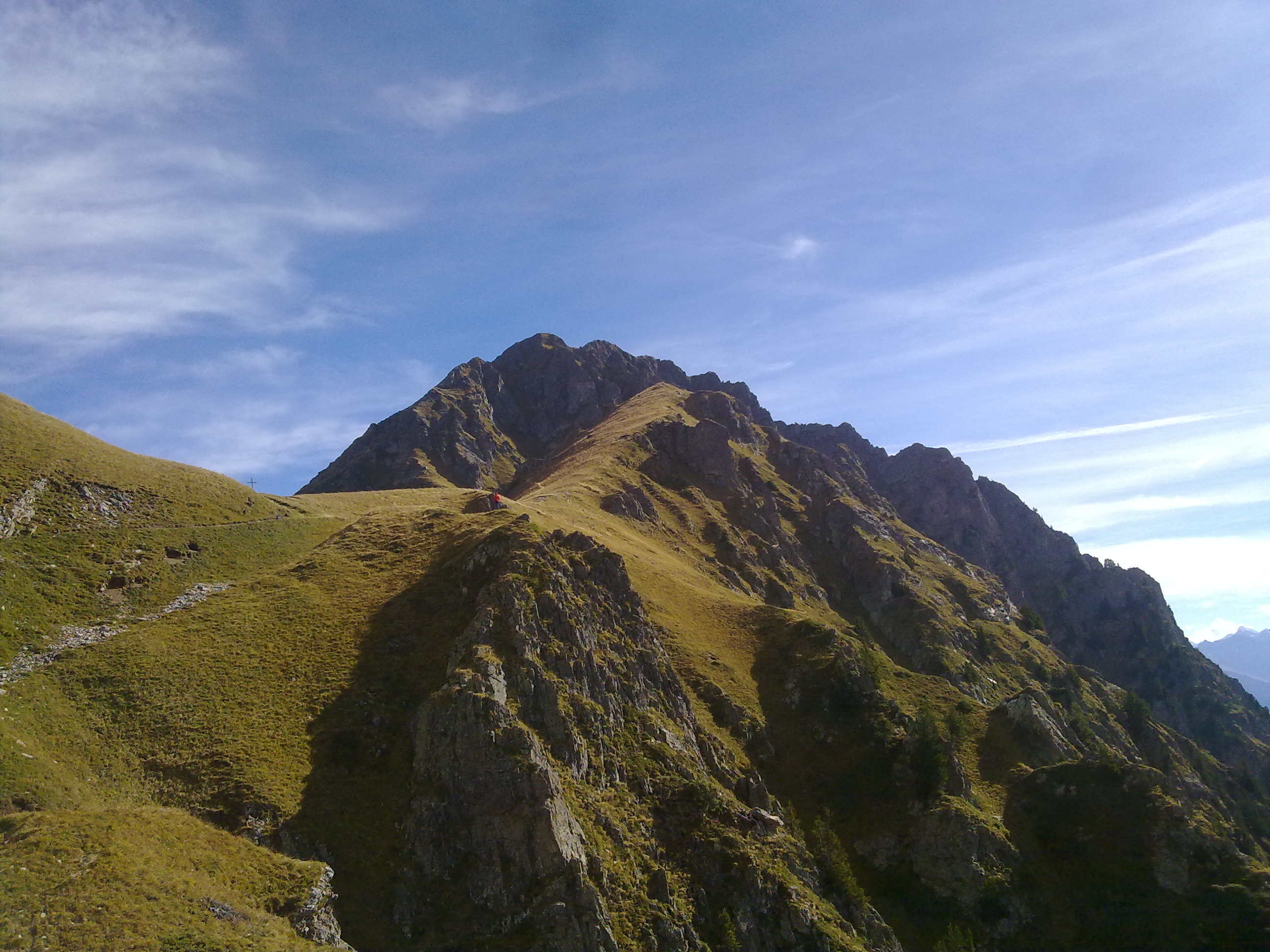
Vetta del Dent du Salantin, nelle Prealpi di Savoia
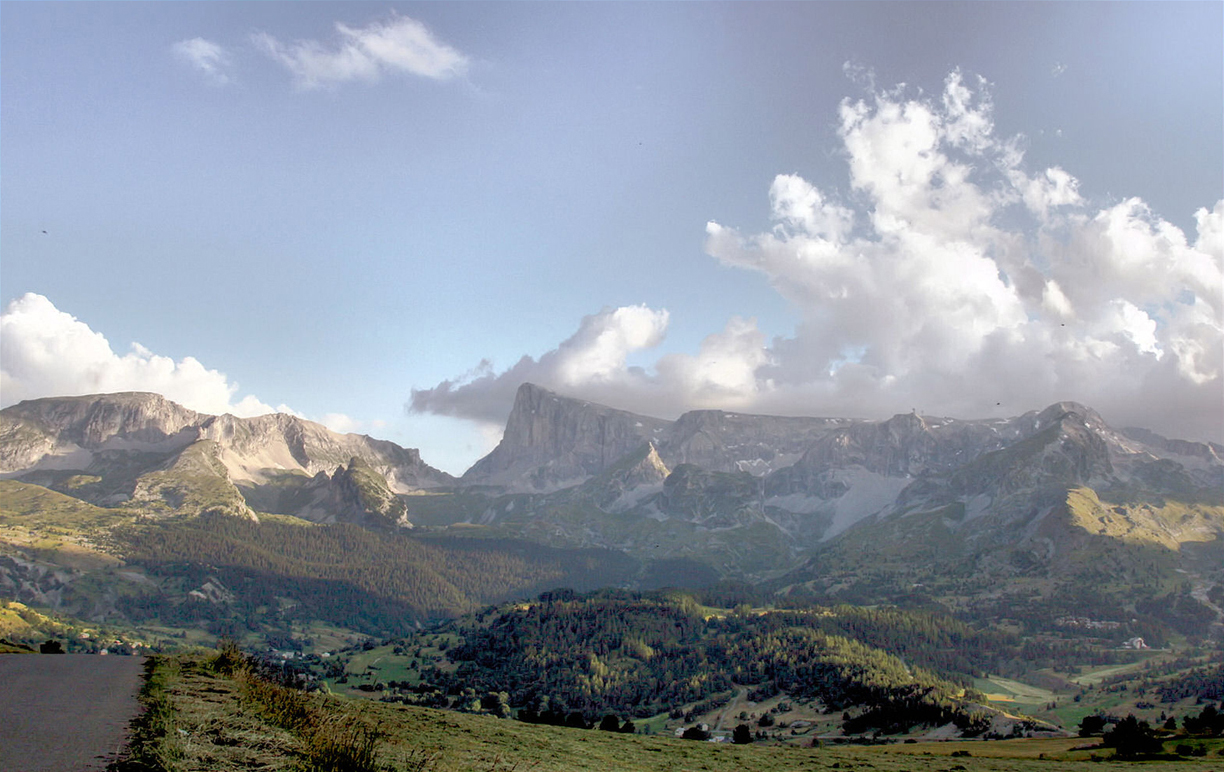
Paesaggio del Devoluy, nelle Prealpi del Delfinato
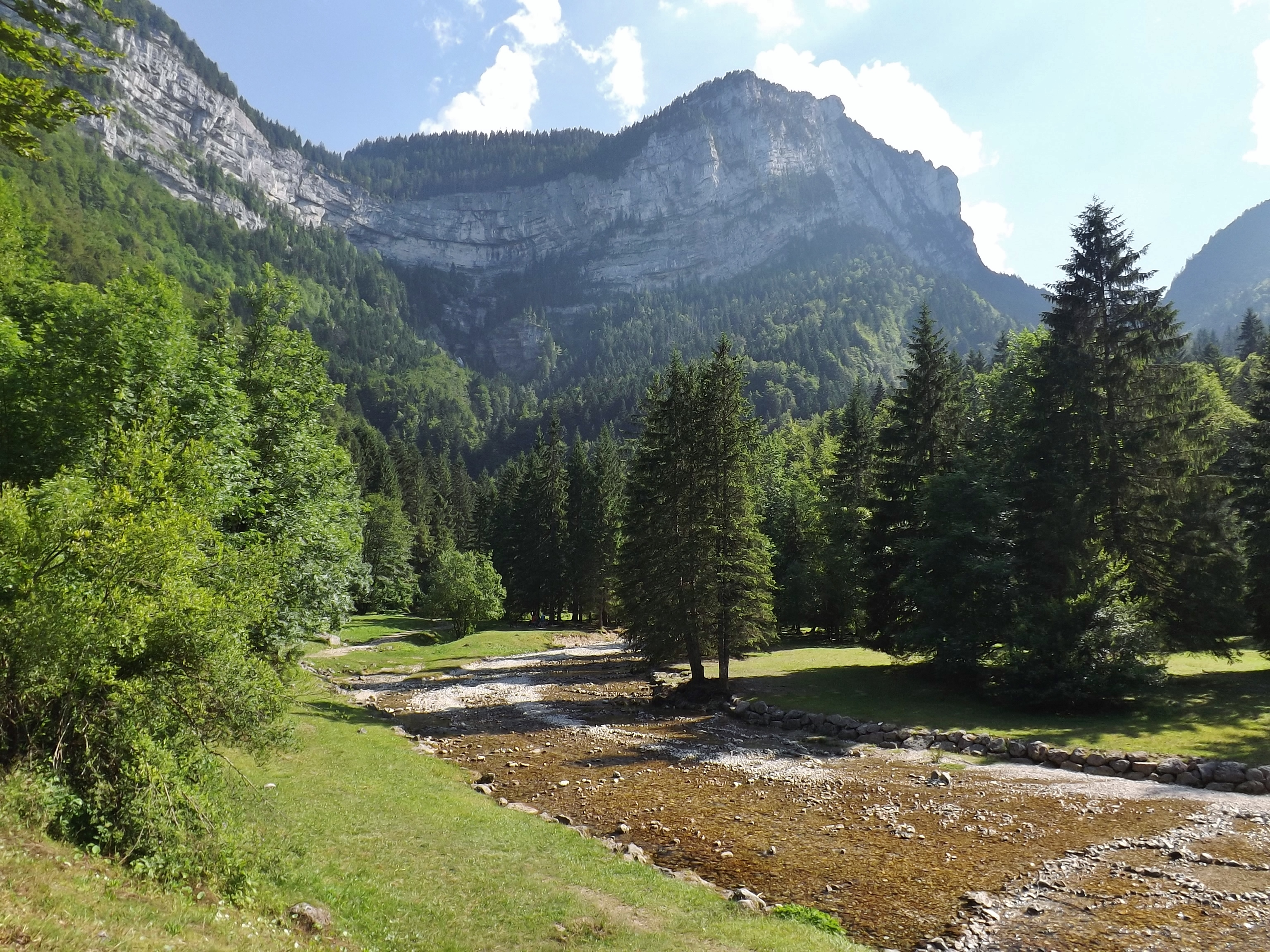
Il circo di Saint-Même, zona della Chartreuse, nelle Prealpi di Savoia
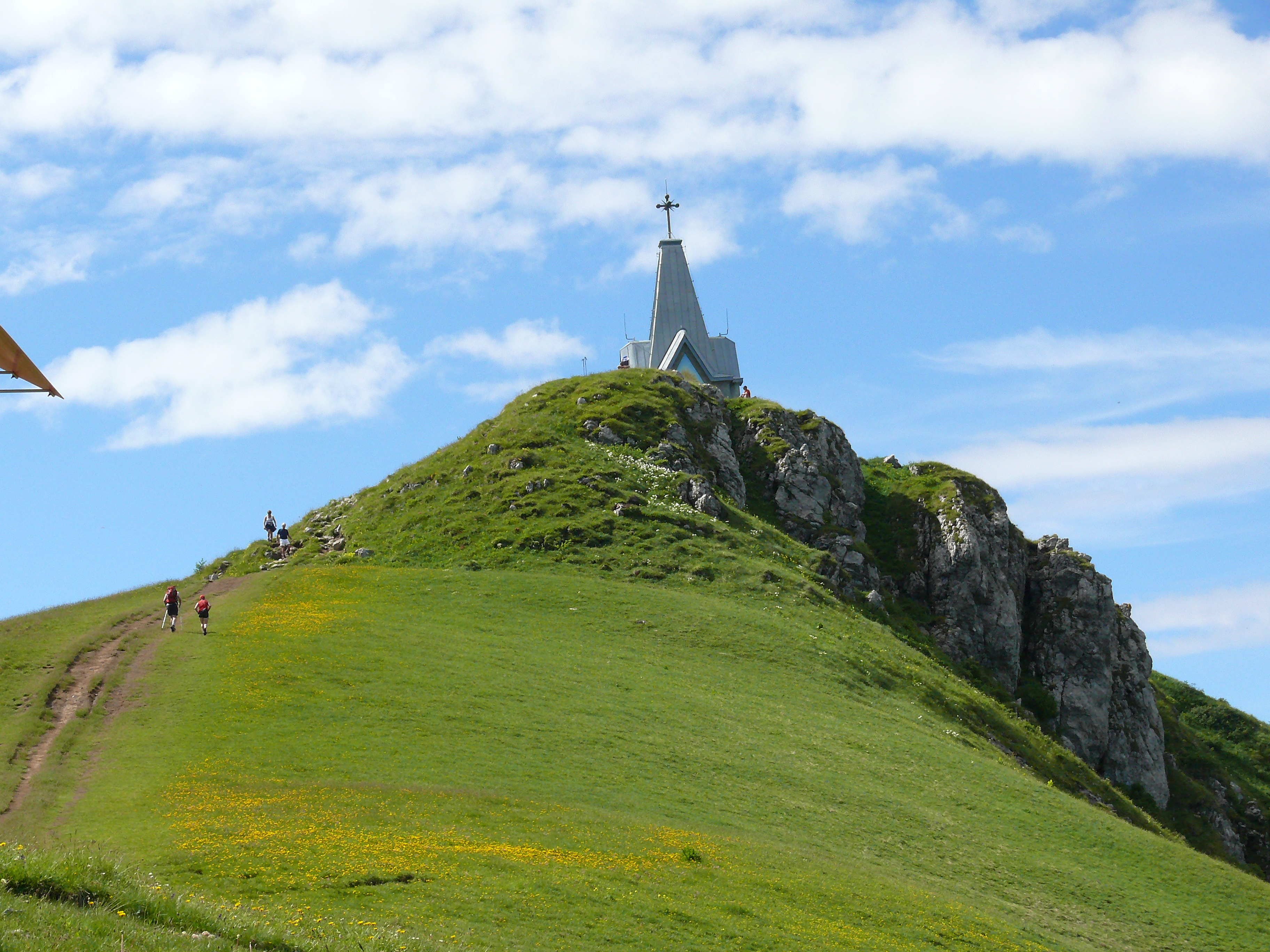
Monte Guglielmo, nelle Prealpi Lombarde
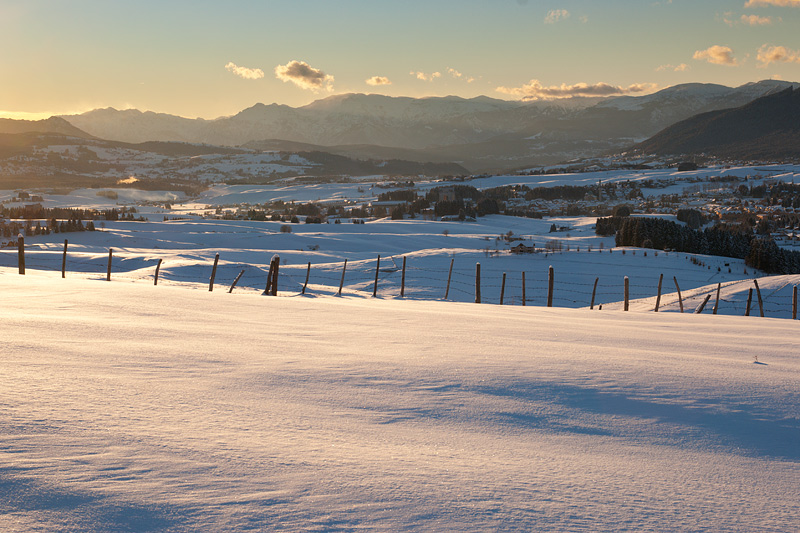
Altopiano di Asiago, nelle Prealpi Venete, in veste invernale
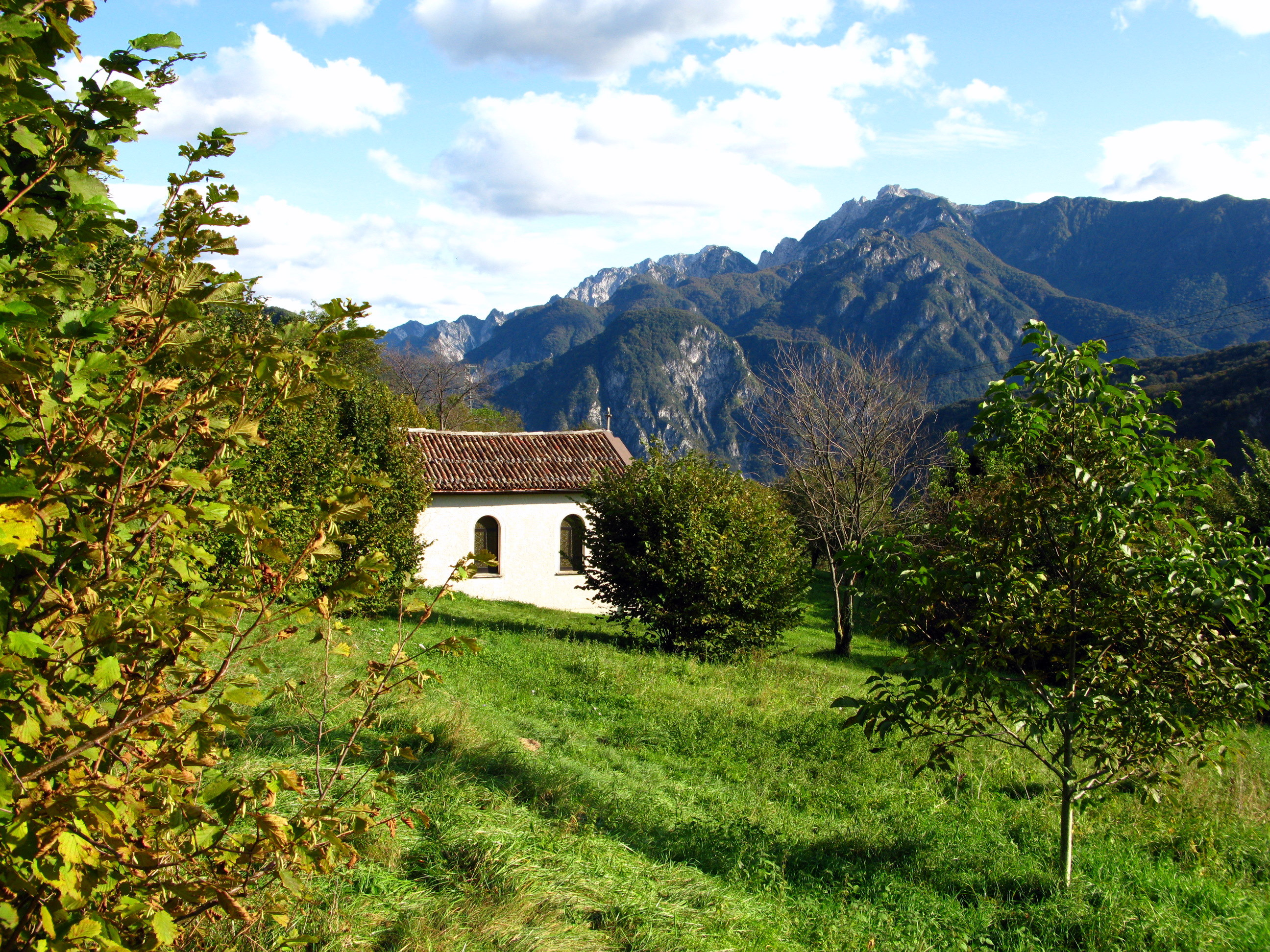
Monte Plauris, nelle Prealpi Giulie
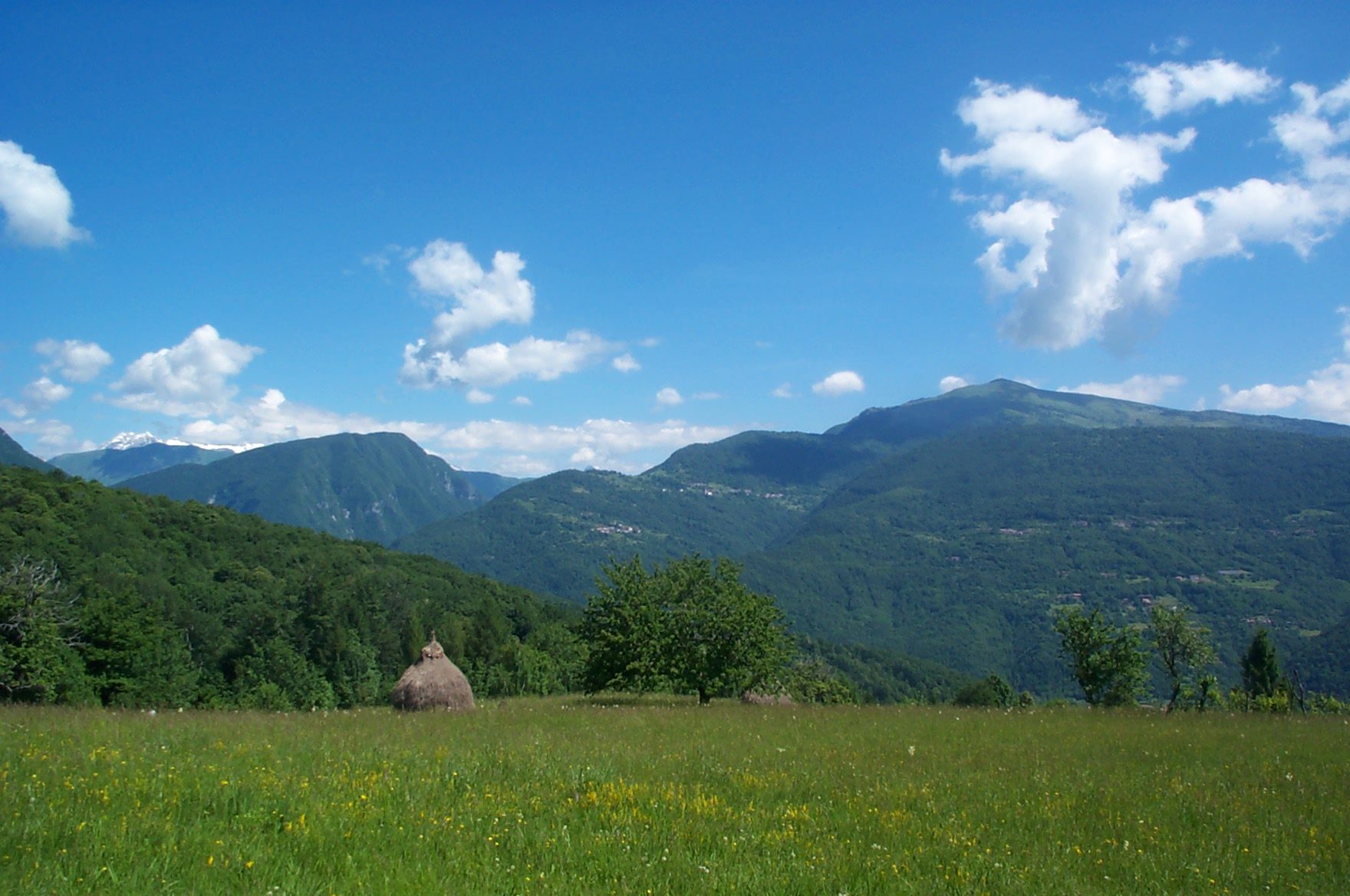
Panorama dei monti Mia e Matajur, nelle Prealpi Giulie
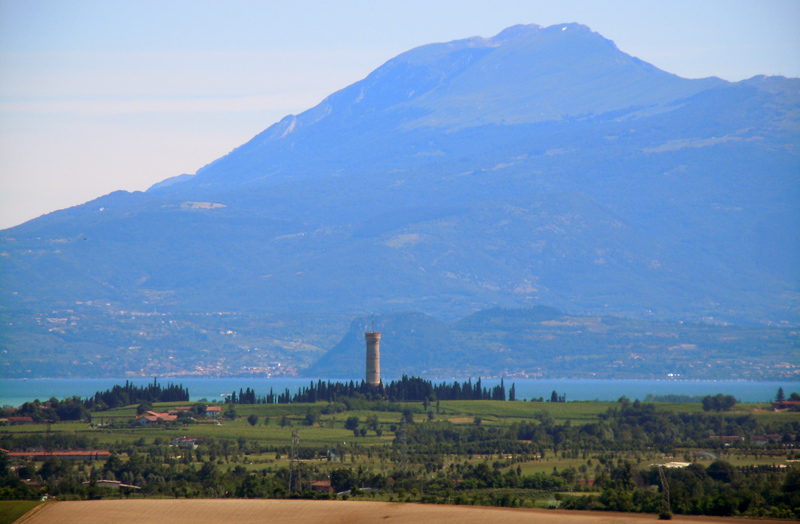
Il Monte Baldo visto da Solferino. In basso la torre di San Martino della Battaglia